# علي جوادي
علي جوادي (بالفارسية: علی جوادی) هو لاعب كرة الصالات ‏ ولاعب كرة قدم إيراني، ولد في 18 يوليو 1967 في إيران. لعب مع نادي بيام وحدت خراسان.

## وصلات خارجية
- علي جوادي على موقع الاتحاد الدولي (مؤرشف)  (الإنجليزية)